# (286) Iclea
(286) Iclea es un asteroide perteneciente al cinturón de asteroides descubierto el 3 de agosto de 1889 por Johann Palisa desde el observatorio de Viena, Austria.
Está nombrado por Iclea, un personaje del poema Urania del astrónomo francés Camille Flammarion (1842-1925).